# Delta Cephei
A Delta Cephei (δ Cep vagy δ Cephei) egy kettőscsillag, megközelítőleg 891 fényév távolságra a Cepheus csillagképben. Ez a csillag a prototípusa a cefeida típusú változócsillagoknak. Váltakozását John Goodricke fedezte fel 1784-ben. Az Éta Aquilae után ez volt a második cefeida, amit felfedeztek.
Színképe az F5 és G2 között váltakozik, fényessége a 3,48 és 4,37 magnitúdó tartományban mozog. A váltakozás periódusa 5,366341 nap.